# کولردو
کولردو (به اسپانیایی: Culleredo) یک دهستان اسپانیا است.

## خصوصیات
کولردو ۶۳ کیلومترمربع مساحت و ۲۴٬۶۴۰ نفر جمعیت دارد.